# مبارك بن كليفيخ الهاجري
مبارك بن كليفيخ الهاجري دبلوماسي وسياسي قطري، وهو السفير الحالي لدولة قطر لدى سويسرا منذ العام 2013م، ساهم بشكل كبير في رسم وتطوير العلاقات القطرية مع الاتحاد السويسري وكان أول سفير للدولة فيها. كما شغل منصب سفير لعدد من الدول، وشغل منصب مدير إعلامي بمجلس التعاون لدول الخليج العربي بالرياض، لديه بعض المؤلفات وكاتب مقالات سياسية.

## المؤهلات العلمية
حاصل على شهادة الدكتوراه في العلوم السياسية.

## الخبرات العملية
- سفير دولة قطر لدى جمهورية باكستان الإسلامية وسفير غير مقيم لدي جمهورية ماليزيا للفترة 1995-1995م.
- سفير بديوان عام وزارة الخارجية للفترة 2000-2007م.
- سفير دولة قطر لدى جمهورية البوسنة والهرسك للفترة 2007-2013م.
- أول سفير لدولة قطر لدى الاتحاد السويسري منذ العام 2013م.[2]